# Slavko Avsenik
Slavko Avsenik (Begunje na Gorenjskem, 26 novembre 1929 – Begunje na Gorenjskem, 2 luglio 2015) è stato un compositore e musicista sloveno.
Famoso per le polke e i valzer della tradizione slovena, cantati anche in tedesco, nel 1955 formò il quintetto Ansambel Bratov Avsenik (Quintetto Fratelli Avsenik) che divenne per oltre 30 anni uno dei più famosi complessi di musica folk in Austria, Germania, Slovenia e Svizzera.